# Johann Günther Friedrich Cannabich
Johann Günther Friedrich Cannabich (né le 21 avril 1777 à Sondershausen ; mort le 3 mars 1859 à Sondershausen) est un géographe, pasteur et pédagogue allemand.

## Nom
Le nom de famille Cannabich est originaire du Sud de l’Allemagne et d’Autriche. Depuis le XVIIIe siècle, on rencontre également des Cannabich à Moscou. Il a pour étymologie « kanna » qui veut dire marais, eau et moisissure. Le suffixe « bich » signifie ruisseau, cours d’eau.

## Biographie
Cannabich est l’aîné d’une fratrie de cinq enfants. Son père, Gottfried Christian Cannabich, est théologien. Sa mère est la fille de Johann Friedrich Manniske, pasteur principal de Bad Frankenhausen (Allemagne). Le garçon, comme le veut la tradition familiale depuis des générations, suit les premières années de sa scolarité chez lui avec un précepteur. Le caractère cosmopolite de la maison du pasteur et l’étude des écrits géographiques de célèbres auteurs de l’époque comme Büsching, Heynatz et Villaume éveillent très vite chez Cannabich un intérêt pour la géographie. À l’âge de 14 ans, il réalise une description géographique de l’Allemagne.
Il entame en 1794 des études de théologie protestante à l’Université Martin-Luther de Halle-Wittenberg. Là-bas, il suit des cours dispensés notamment par Johann Gottieb Fichte et par le théologien Johann Jakob Griesbach.
À la fin de ses études, il devient précepteur à Daugava en 1797 puis à Schotten, dans le Vogelsberg, en 1802. Lors de longues promenades à Daugava, il étudie la géographie du nord de l’Allemagne. Par la suite, il fait de Schotten le point de départ de ses excursions dans le bassin du Rhin, en Alsace et jusqu’en Westphalie.
En 1806, il est appelé à l’école latine de Greußen. Il devient pasteur de la municipalité de Niederbösa 13 ans plus tard. Étant donné que la rédaction de livres géographiques demande beaucoup de temps, il cherche un emploi lui laissant suffisamment de temps libre. C’est ainsi qu’il devient le remplaçant du pasteur de Bendeleben en 1835. En 1838, le pasteur décède et Cannabich prend sa place. Les conditions de vie dont il dispose à Bendeleben favorisent son activité annexe d’écrivain. Le maître du domaine, le Major Johann Jacob Freiherr von Uckermann (1763 – 1836) devient alors son bienfaiteur et met à sa disposition l’ensemble des 9 000 volumes de sa bibliothèque. L’année de ses 71 ans, Cannabich renonce à son titre de pasteur et s’installe à Sondershausen en 1848. Il décède peu avant son 82e anniversaire.

## Famille
Grâce à son revenu de 300 thalers en or et en nature, il peut épouser Elsa Müller, fille du secrétaire à l’office des contributions à Schotten en 1808. De ce mariage naissent 7 enfants mais seuls un garçon et une fille survivent. 
 
Descendance de Cannabisch 
Christian Friedrich August Eduard (1811–1877), Haut fonctionnaire des services administratifs fédéraux et régionaux d’Allemagne
Wilhelm August Robert (1817–1824)
Jeanette Victoria Mathilde (1819–1884)
Elose Albertine Auguste (1826–1845) 

## Ouvrages
À la suite du Congrès de Vienne de 1814-1815, de nouvelles frontières sont dessinées. Cela fait naître un besoin nouveau en littérature géographique. Cannabich fait ainsi paraître en 1816 son Lehrbuch der Geographie nach den neuesten Friedensbestimmungen (« Traité de géographie d’après les nouvelles dispositions de paix ») aux éditions Bernhard Friedrich Voigt, Sondershausen. En 1867, l’œuvre avait atteint 18 éditions et été tirée à plus de 79 500 exemplaires. Elle fut ensuite retravaillée en deux volumes par Friedrich Maximilian Oertel entre 1871 et 1875. En 1818, la Kleine Schulgeographie oder erster Unterricht in der Erdbeschreibung für die unteren und mittleren Klassen parut en 20 éditions et 85 000 exemplaires.
- Lehrbuch der Geographie nach den neuesten Friedensbestimmungen. - 8., édition revue et augmentée - Sondershausen u. a. 1821. Version en ligne de l’ Universitäts- und Landesbibliothek Düsseldorf (en allemand)
- Collaborateur du Vollständigen Handbuchs der Erdbeschreibung, 23 volumes. Weimar 1819–1827
- Auteur des 6e et 23e volumes de la Neueste Länder- und Völkerkunde. Weimar 1821 et 1827
- Avec Georg Hassel : Vollständige und neueste Erdbeschreibung vom Reiche Mexico, Guatemala und Westindien. Weimar 1824
- Statistisch-geographische Beschreibung des Königreichs Preußen, 6 volumes. Dresde 1827/28 ; nouvelle édition 1835
- Statistische Beschreibung des Königreichs Württemberg, 2 volumes. Dresde 1828
- Neueste Gemälde von Frankreich, 2 volumes. Dresde 1831/32
- Neueste Gemälde des europäischen Rußland und des Königreichs Polen, 2 volumes. Dresden 1833. GoogleBooks (en allemand)
- Hülfsbuch beim Unterricht in Geographie, 3 volumes. Eisleben 1833–1838; 2e édition 1844
- Schlez, Kurze Darstellung der Länder- und Völkerkunde, révision complète. Giessen 1843
- Leitfaden zum methodischen Unterricht in der Geographie oder erster geographischer Kursus zum Gebrauch in den untersten Klassen der Gymnasien und für Bürgerschulen. Eisleben 1830

## Hommages
Le 26 novembre 1920, l’association d’Histoire et d’Archéologie allemandes de Sondershausen a posé sur sa maison (au 3, Pfarrstraße à Sonderhausen) une plaque commémorative, encore en place aujourd’hui. Cette plaque a été réalisée par l’artiste peintre de la même ville, Ernst Schedensack (1865-1925), avec des guirlandes et des branches de laurier, puis coulée dans la fonderie de la ville de Wieda. Elle porte l’inscription suivant(e) :
Depuis l’année 2000, l’ancienne Goethestraße (rue Goethe) de Sondershausen porte son nom.